# 상하이에서 온 여인
《상하이에서 온 여인》(영어: The Lady from Shanghai)은 1947년 제작된 미국의 필름 느와르이다. 오슨 웰스이 감독과 공동각본을 맡았으며, 셔우드 킹의 소설 If I Die Before I Wake 이 영화의 원작이다. 2018년 미국 국립영화등기부에 등재되었다.

## 출연

### 주연
- 리타 헤이워드
- 오슨 웰스

### 조연
- 에버렛 슬로언
- 글렌 앤더스

## 기타
- 협력프로듀서: 리처드 윌슨
- 협력프로듀서: 윌리엄 캐슬
- 미술: 스티븐 구손